# Kriza Turskih tjesnaca
Kriza Turskih tjesnaca bio je teritorijalni spor između Sovjetskog Saveza i Turske iz doba Hladnog rata. Turska je ostala službeno neutralna tijekom većeg dijela Drugog svjetskog rata. Nakon što je rat završio, sovjetska vlada je izvršila pritisak na Tursku da uspostavi zajedničku vojnu kontrolu prolaza kroz turske tjesnace koji povezuju Crno more sa Sredozemljem. Kada je turska vlada odbila, napetosti u regiji su porasle, što je dovelo do sovjetske demonstracije sile i zahtjeva za teritorijalnim ustupcima duž granice između Gruzije i Turske.
Ova kampanja zastrašivanja imala je za cilj spriječiti američki utjecaj ili pomorsku prisutnost u Crnom moru, kao i oslabiti tursku vladu i povući je u sovjetsku sferu utjecaja. Kriza u tjesnacima bila je katalizator, zajedno s grčkim građanskim ratom, za stvaranje Trumanove doktrine. Na svom vrhuncu, spor je motivirao Tursku da se obrati SAD-u za zaštitu kroz članstvo u NATO-u.

## Pozadina

### Važnost tjesnaca
Dva prolaza između Crnog mora i Sredozemlja, Dardaneli i Bospor, bili su važni kao trgovački put od Crnog mora do luka diljem svijeta za Tursku i njene ostale crnomorske susjede: SSSR, Rumunjsku Narodnu Republiku i Narodne Republike Bugarske, koje su bile međusobno vojno usklađene. Tjesnaci su također služili kao važna komponenta vojne strategije; tko god je imao kontrolu nad prometom kroz tjesnace mogao ih je koristiti kao izlaz ili ulaznu točku za pomorske snage za plovidbu Crnim morem dok je istovremeno sprječavao suparničke sile u tome.
Prije krize, Rusija je kroz povijest željela kontrolu nad turskim tjesnacima, što je bio jedan od glavnih razloga za većinu rusko-turskih ratova.

### Diplomatska povijest
Sve do druge polovice 1930-ih sovjetsko-turski odnosi bili su srdačni i donekle bratski. Na zahtjev Mustafe Kemala Atatürka, Vladimir Lenjin je pružio ključnu vojnu i financijsku pomoć Turskom nacionalnom pokretu u borbi protiv Otomanske monarhije i zapadnih okupatora; dva milijuna zlatnih carskih rubalja, 60 000 pušaka i 100 artiljerijskih oruđa poslano je u ljeto 1920. Prije nego što su uopće uspostavile službene vlade, revolucionarni pokreti zemalja – turska Vlada Velike narodne skupštine i boljševici Ruske SFSR – priznali su jedni druge i obećali suradnju u Moskovskom ugovoru iz 1921. godine. Strane su se složile odgoditi konačno rješenje o statusu Crnog mora i Turskih tjesnaca za buduću konferenciju. Rezolucija o tjesnacima u Lausanni, koju su 24. srpnja 1923. potpisale Ujedinjeno Kraljevstvo, Francuska, Italija i Turska, pozvala je na demilitarizaciju zone tjesnaca i formiranje međunarodne komisije koja će ih kontrolirati. Sovjeti nikada nisu bili zadovoljni time. Godine 1925. Turska i Sovjetski Savez obvezali su se suzdržati se od sudjelovanja u savezima ili koalicijama usmjerenim jedni protiv drugih. Ovaj "sporazum o prijateljstvu i neutralnosti" produljen je 1935. na desetogodišnji mandat, s neobaveznim intervalima obnavljanja od dvije godine predviđenim nakon 1945.
Godine 1934. sovjetski diplomati potajno su pozvali svoje kolege da pristanu na baze u tjesnacima, što je zahtjev koji je britanski veleposlanik Percy Loraine smatrao zaslugom za pomoć u jačanju odnosa Turske i Ujedinjenog Kraljevstva u međuratnom razdoblju. Konvencija iz Montreuxa o režimu tjesnaca sazvana je 1936., s predstavnicima vlada Australije, Bugarske, Francuske, Njemačke, Grčke, Japana, Sovjetskog Saveza, Turske, Ujedinjenog Kraljevstva i Jugoslavije, kako bi se odredila i vojna i regulatorna politika za turske tjesnace. Pitanje je ponovno dobilo na važnosti zbog ekspanzionističkih ambicija fašističke Italije i nacističke Njemačke, kao i straha da će Bugarska preuzeti na sebe remilitarizaciju tjesnaca. Prema odredbama ugovora, potpisanog 20. srpnja 1936., Turskoj je dana isključiva odgovornost za reguliranje prolaza kroz tjesnace. Konvencija iz Montreuxa uspostavila je pravila i za trgovačka i za vojna plovila koja su stroža nego što međunarodno pravo obično dopušta, kao što su obvezne sanitarne inspekcije i tursko diskrecijsko pravo nametanja općih naknada za putovanja bez zaustavljanja. Ugovor je zahtijevao od svih država da daju prethodnu obavijest turskim vlastima prije nego što njihovi ratni brodovi prođu tjesnacima, istovremeno nametnuvši ograničenja na veličinu, količinu i vrstu ratnih brodova koji ispunjavaju uvjete za ulazak u Crno more. Takve opće odredbe su u suprotnosti s prevladavajućim normama neškodljivog prolaza i tranzitnog prolaza.
Josif Staljin više puta je osporavao sporazume postignute konvencijom iz 1936., tražeći još 1939. alternativni aranžman. Predložio je zajedničku tursku i sovjetsku kontrolu nad tjesnacima. Nakon potpisivanja pakta Molotov-Ribbentrop s nacističkom Njemačkom, sovjetski ministar vanjskih poslova Vjačeslav Molotov obavijestio je svoje njemačke kolege o svojoj želji da nasilno preuzme kontrolu nad tjesnacima i uspostavi vojnu bazu u njihovoj blizini.
Ubrzo nakon početka invazije na Poljsku u rujnu 1939., turski ministar vanjskih poslova Şükrü Saracoğlu otputovao je u Moskvu, gdje ga je Staljin omalovažio, a vlasti u Kremlju izvršile pritisak da dopusti sovjetsko vojno postrojenje na obali tjesnaca.

## Kriza

### Eskalacija
Napetosti između SSSR-a i Turske rasle su zbog toga što Turska nije dopustila sovjetskoj floti s civilnim posadama da prijeđe tjesnace tijekom Drugog svjetskog rata. Nakon savezničkog poraza nacističke Njemačke, Sovjeti su se vratili na to pitanje 1945. i 1946. godine. Tijekom 1946. američki i turski diplomati često su razgovarali o tom pitanju. Posjet američkog bojnog broda USS Missouri 6. travnja 1946. dodatno je razbjesnio Sovjete. Brod je došao u regiju s objašnjenjem da isporučuje posmrtnu urnu pokojnog turskog veleposlanika kući, tvrdnju koju su Sovjeti odbacili kao slučajnu.

### Sovjetska poruka Turskoj
Dana 7. kolovoza 1946., Sovjeti su predali notu turskom ministarstvu vanjskih poslova u kojoj je navedeno da način na koji Turska upravlja tjesnacima više ne predstavlja sigurnosne interese njenih susjednih crnomorskih nacija. To je skrenulo pozornost na prilike u kojima su talijanski i njemački ratni brodovi prolazili kroz tjesnace bez sukoba (njemačke brodove su turske snage zadržale tek nakon što je zemlja objavila rat Njemačkoj 23. veljače 1945.). U noti je zaključeno da režim tjesnaca više nije pouzdan i zahtijevalo se da se Ugovor iz Montreuxa preispita i ponovno napiše na novoj međunarodnoj konferenciji.

### Stav SAD-a
Kada je to pitanje pokrenuto na Konferenciji u Potsdamu, predsjednik SAD-a, Harry S. Truman, rekao je da je pitanje tjesnaca unutarnje političko pitanje koje se odnosi na Tursku i SSSR i da ga trebaju riješiti dvije uključene strane. Dok se rasprava zahuktavala u danima prije Potsdama, SAD su čvrsto odlučile da ne žele da tjesnaci padnu u sovjetske ruke, jer bi im to dalo glavni strateški prolaz između Crnog mora i Sredozemlja i vjerojatno dovelo do komunističke Turske. U tajnom telegramu koji je američki podtajnik Dean Acheson poslao diplomatima u Parizu, objasnio je američko stajalište po tom pitanju.
Dana 20. kolovoza 1946. podtajnik Acheson sastao se s petnaest novinara kako bi objasnio hitnost situacije i iznio mišljenja vlade Sjedinjenih Država.

### Podrška Zapada Turskoj i deeskalacija
U ljeto i jesen 1946. Sovjetski Savez je povećao svoju pomorsku prisutnost u Crnom moru, natjeravši sovjetske brodove da izvode manevre u blizini turskih obala. Na Balkan je poslan znatan broj kopnenih trupa. Savijajući se pod rastućim pritiskom Sovjeta, Turska se za nekoliko dana obratila Sjedinjenim Državama za pomoć. Nakon savjetovanja sa svojom administracijom, predsjednik Truman poslao je mornaričku radnu grupu u Tursku. Dana 9. listopada 1946., odgovarajuće vlade SAD-a i Ujedinjenog Kraljevstva ponovno su potvrdile svoju potporu Turskoj. Dana 26. listopada, Sovjetski Savez je povukao svoj konkretan zahtjev za novim summitom o kontroli Turskih tjesnaca (ali ne i svoja mišljenja) i nedugo nakon toga povukao je većinu zastrašivajućih vojnih snaga iz regije. Turska je napustila svoju politiku neutralnosti i prihvatila 100 milijuna $ u gospodarskoj i obrambenoj pomoći iz SAD-a 1947. prema planu Trumanove doktrine o prestanku širenja sovjetskog utjecaja na Tursku i Grčku. Dvije gore navedene države pridružile su se NATO- u 1952.

### Nastavak rasprave (1947.–1953.)
Turska vlada je u studenom 1946. imenovala novog veleposlanika u Moskvi, Faika Akdura. Turski predsjednik İnönü naložio je Akduru da se usredotoči isključivo na daljnji razvoj odnosa sa Sovjetskim Savezom. Akduru je također bilo izričito zabranjeno sudjelovati u razgovorima o tjesnacima ako do njih dođe.
SAD su predložile održavanje međunarodne konferencije kako bi se jednom zauvijek odlučila o sudbini Dardanela i Bospora. Tadašnji sovjetski veleposlanik u Turskoj, Sergej Vinogradov, odgovorio je u obliku memoranduma poslanog sovjetskoj prijestolnici 10. prosinca 1946., ustvrdivši da je konferencija održana u takvoj klimi kakvu su opisale SAD neprihvatljiva, budući da bi Sovjetski Savez sigurno bio nadglasan. Predvidio je da će, umjesto promjene režima, što je bio nepokolebljivi i vječni cilj sovjetskog ministarstva vanjskih poslova, sadašnja infrastruktura kojom su uređeni tjesnaci preživjeti, iako uz neke promjene.
Sovjetski veleposlanik u Turskoj tijekom prve godine i pol krize, Sergej Vinogradov, zamijenio je sovjetski Politbiro 1948. Njegov nasljednik, Aleksandr Lavrishev, došao je s nizom uputa sovjetskog ministarstva vanjskih poslova koje će se pokazati posljednji važan sovjetski dokument o tjesnacima.

## Granični spor
Sovjetski Savez je želio da se ponovno pregovara o njegovoj granici s Turskom u korist armenske i gruzijske SSR. Zamjenik premijera Lavrentij Berija ustvrdio je Staljinu da su pojas teritorija pod turskom kontrolom koji se proteže jugozapadno od Gruzije do Giresuna (uključujući Lazistan) Turci ukrali od Gruzijaca  u vrijeme Osmanskog Carstva. Godine 1945. Sovjeti su odbili produljiti ugovor o nenapadanju iz 1925., jer je Molotov uvjetovao njegovo obnavljanje pregovorima o teritoriju pod turskom kontrolom.

## Posljedica
Nakon smrti Josipa Staljina, unutar sovjetske vlade je opala motivacija za promjenu režima. Dana 30. svibnja 1953., sovjetski ministar vanjskih poslova Molotov objavio je odustajanje SSSR-a od zahtjeva za Bosfor i Dardanele, kao i druge teritorijalne sporove duž tursko-armensko-gruzijske granice.
Kada se Turska 1952. godine pridružila NATO-u, raspršile su se nade Sovjetskog Saveza za značajno otopljavanje odnosa. Ugovor iz Montreuxa iz 1936. godine, s izmjenama, još uvijek je na snazi između država nasljednica SSSR-a i Turske.